# 老眼 (漫画家)
老眼（ろうがん、生年月日不詳 - ）、日本の漫画家、イラストレーター。男性。主に成年向け漫画雑誌で活動している。一般向け漫画およびイラストレーターとしての活動にはROHGUN（ロウガン）の名義を用いる。

## 来歴
2000年より自身のWebサイトを開設し、イラストを発表。
2005年6月、『月刊ドラゴンマガジン』（富士見書房）内の投稿企画「目指せイラストマスター」第3期で総合一位を獲得。同年8月から翌2006年1月まで、同企画第4期のマスコットキャラクターイラストを担当。
2006年2月、『闘姫陵辱Vol.12』（キルタイムコミュニケーション）に掲載されたカラーイラストがプロとしてのデビュー作。漫画家としての処女作は同年5月発行の『魔法少女沙枝アンソロジーコミックス』（同社）に掲載された「逆襲のルールアン!?」。以後は同社発行の隔月刊誌『二次元ドリームマガジン』やアンソロジーコミックに作品が掲載されている。

## 作品リスト

### 書籍
成人向け
- 『Romantic Gang』 キルタイムコミュニケーション〈二次元ドリームコミックス〉、2007年12月発行、ISBN 978-4-86032-502-2
- 『魔が堕ちる夜 デーモニックイミテイター』 （原作：謡堂、キャラクター原案：笹弘） キルタイムコミュニケーション〈二次元ドリームコミックス〉、2009年8月発行、ISBN 978-4-86032-781-1
- 『仙獄学艶戦姫ノブナガッ！〜淫華繚乱、水着大戦！〜』（原作：斐芝嘉和、キャラクター原案：SAIPACo.）キルタイムコミュニケーション〈二次元ドリームコミックス〉、全1巻
  - （限定版ドラマCD付き）2011年9月発行、ISBN 978-4-7992-0118-3
  - （通常版）2011年11月発行、ISBN 978-4-7992-0167-1

- 『エロゲーをつくろう！』キルタイムコミュニケーション〈二次元ドリームコミックス〉、全1巻
  - （限定版ドラマCD付き）2014年2月発行、ISBN 978-4-7992-0531-0
  - （通常版）2014年7月発行、ISBN 978-4-7992-0595-2

一般向け
- 『マブラヴ オルタネイティヴ トータル・イクリプス rising』アスキー・メディアワークス〈電撃コミックス〉全6巻（原作：吉宗鋼紀、漫画版第2部、『月刊コミック電撃大王』2012年7月号 - 2016年7月号） - ROHGUN名義。
- 『機動戦士Ζガンダム外伝 審判のメイス』KADOKAWA〈電撃コミックスNEXT〉全3巻（原案：矢立肇・富野由悠季、ストーリー：神野淳一、『月刊コミック電撃大王』2017年1月号 - 2018年9月号） - ROHGUN名義。
- 『魔王討伐したあと、目立ちたくないのでギルドマスターになった』KADOKAWA〈電撃コミックスNEXT〉既刊10巻（原作：朱月十話、キャラクターデザイン：鳴瀬ひろふみ、『月刊コミック電撃大王』2019年6月号 - 連載中） - ROHGUN名義。
  1. 2019年11月27日発売、ISBN 978-4-04-912871-0
  2. 2020年6月27日発売、ISBN 978-4-04-913237-3
  3. 2021年1月27日発売、ISBN 978-4-04-913611-1
  4. 2021年9月27日発売、ISBN 978-4-04-913985-3
  5. 2022年4月27日発売、ISBN 978-4-04-914389-8
  6. 2022年11月25日発売、ISBN 978-4-04-914722-3
  7. 2023年6月27日発売、ISBN 978-4-04-915101-5
  8. 2024年1月26日発売、ISBN 978-4-04-915539-6
  9. 2024年8月27日発売、ISBN 978-4-04-915881-6
  10. 2025年3月27日発売、ISBN 978-4-04-916318-6

### 小説挿絵
- ハレルヤ☆バレットシリーズ（原作：尼野ゆたか、『月刊ドラゴンマガジン』（富士見書房）ほか、2007年1月 - 5月） - ROHGUN名義